# Geron argentifrons
Geron argentifrons är en tvåvingeart som beskrevs av Enrico Adelelmo Brunetti 1909. Geron argentifrons ingår i släktet Geron och familjen svävflugor. Inga underarter finns listade i Catalogue of Life.